# Ollie Jones
Pour les articles homonymes, voir Jones.
Ollie Jones, né le 23 avril 1996 à Upper Hutt, est un coureur cycliste néo-zélandais.

## Biographie
En 2018, il intègre l'équipe continentale Dimension Data-Qhubeka, en tant que gagnant du programme virtuel de la Zwift Academy,,

## Palmarès sur route

### Par année
- 2017
  - 1re étape des Timaru Two Day Tour
  - 5e étape des Calder Stewart Series
  - Prologue du Tour de Southland (contre-la-montre par équipes)
- 2018
  - Prologue du Tour de Southland (contre-la-montre par équipes)
  - 3e de la Main Divide Cycle Race
- 2019
  - 3e étape des Timaru Two Day Tour
- 2020
  - 1re étape des Calder Stewart Series
- 2021
  - 1re étape de la New Zealand Cycle Classic (contre-la-montre par équipes)
  - Main Divide Cycle Race
  - 3e de La Race
- 2022
  - 2e de la New Zealand Cycle Classic
- 2024
  - 3e de la New Zealand Cycle Classic

### Classements mondiaux
| Année                                 | 2020 | 2021  | 2022  | 2023 | 2024  |
| ------------------------------------- | ---- | ----- | ----- | ---- | ----- |
| Classement mondial                    | 781e | 1318e | 1254e | nc   | 1546e |
| UCI Oceania Tour                      | 41e  | 51e   | 67e   | nc   | nc    |
|                                       |      |       |       |      |       |
| Légende : nc = non classéSource : UCI |      |       |       |      |       |

## Palmarès sur piste
- 2020
  - 3e du championnat de Nouvelle-Zélande de poursuite par équipes

## Palmarès en cyclo-cross
- 2012-2013
  - 3e du championnat de Nouvelle-Zélande de cyclo-cross juniors